# Mravenec Z
Mravenec Z (v anglickém originále Antz) je americký animovaný film režisérů Erica Darnella a Tima Johnsona z roku 1998. Jedná se o první celovečerní animovaný snímek společnosti DreamWorks a po Toy Story: Příběhu hraček celkově druhý celovečerní film vyrobený pomocí počítačové animace.

## Obsazení
| Woody Allen        | Z               |
| Sharon Stone       | Bala            |
| Jennifer Lopez     | Aztéka          |
| Gene Hackman       | generál Kusadlo |
| Anne Bancroft      | královna        |
| Sylvester Stallone | Snovač          |
| Christopher Walken | plukovník Řezáč |
| Danny Glover       | Vosák           |
| Jane Curtin        | Vosinka         |

## Český dabing
| Jiří Prager       | Z               |
| Zlata Adamovská   | Bala            |
| Martina Hudečková | Aztéka          |
| Vladimír Brabec   | generál Kusadlo |
| Jorga Kotrbová    | královna        |
| Pavel Rímský      | Snovač          |
| Ladislav Frej     | plukovník Řezáč |
| Jiří Štěpnička    | Vosák           |
| Valérie Zawadská  | Vosinka         |